# Boa Vista do Ramos
Boa Vista do Ramos – miasto i gmina w Brazylii, w stanie Amazonas. Znajduje się w mezoregionie Centro Amazonense i mikroregionie Parintins.